# العلاقات الوسط إفريقية الفرنسية
العلاقات الوسط أفريقية الفرنسية هي العلاقات الثنائية التي تجمع بين جمهورية أفريقيا الوسطى وفرنسا.

## مقارنة بين البلدين
هذه مقارنة عامة ومرجعية للدولتين:
| وجه المقارنة                                              | جمهورية أفريقيا الوسطى      | فرنسا                                                    |
| --------------------------------------------------------- | --------------------------- | -------------------------------------------------------- |
| المساحة (كم2)                                             | 622.98 ألف                  | 643.80 ألف                                               |
| عدد السكان (نسمة)                                         | 4.66 مليون                  | 67.12 مليون                                              |
| الكثافة السكانية (ن./كم²)                                 | 7.48                        | 104.26                                                   |
| العاصمة                                                   | بانغي                       | باريس                                                    |
| اللغة الرسمية                                             | لغة فرنسية، اللغة السانغوية | لغة فرنسية                                               |
| العملة                                                    | فرنك وسط أفريقي             | يورو، فرنك س ف ب، فرنك فرنسي، Livre tournois ‏            |
| الناتج المحلي الإجمالي (بليون دولار)                      | 1.95 مليار                  | 2.58 تريليون                                             |
| الناتج المحلي الإجمالي (تعادل القوة الشرائية) بليون دولار | 3.03 مليار                  | 2.87 تريليون                                             |
| الناتج المحلي الإجمالي الاسمي للفرد دولار أمريكي          | 323                         | 36.20 ألف                                                |
| الناتج المحلي الإجمالي للفرد دولار أمريكي                 | 594                         | 39.33 ألف                                                |
| مؤشر التنمية البشرية                                      | 0.350                       | 0.888                                                    |
| رمز المكالمات الدولي                                      | +236                        | +33                                                      |
| رمز الإنترنت                                              | .cf                         | .fr، .bzh ‏، .tf، .re، .wf، .yt، .pm، .paris              |
| المنطقة الزمنية                                           | ت ع م+01:00                 | أوروبا/باريس ‏، توقيت وسط أوروبا، توقيت وسط أوروبا الصيفي |

## مدن متوأمة
في ما يلي قائمة باتفاقيات التوأمة بين مدن وسط أفريقية وفرنسية:
- ترتبط بيمبو مع بيجل (بلدية فرنسية) باتفاقية توأمة.

## منظمات دولية مشتركة
يشترك البلدان في عضوية مجموعة من المنظمات الدولية، منها:
| علم المنظمة | اسم المنظمة                               | تاريخ انضمام جمهورية أفريقيا الوسطى | تاريخ انضمام فرنسا |
| ----------- | ----------------------------------------- | ----------------------------------- | ------------------ |
|             | مؤسسة التنمية الدولية                     | 27 أغسطس 1963                       | 30 ديسمبر 1960     |
|             | يونسكو                                    | 11 نوفمبر 1960                      | 4 نوفمبر 1946      |
|             | وكالة ضمان الاستثمار متعدد الأطراف        | 8 سبتمبر 2000                       | 28 ديسمبر 1989     |
|             | الأمم المتحدة                             | 20 سبتمبر 1960                      | 24 أكتوبر 1945     |
|             | الفريق المعني برصد الأرض                  | ?                                   | ?                  |
|             | الاتحاد البريدي العالمي                   | ?                                   | ?                  |
|             | البنك الدولي للإنشاء والتعمير             | 10 يوليو 1963                       | 27 ديسمبر 1945     |
|             | الاتحاد الدولي للاتصالات                  | 2 ديسمبر 1960                       | 1866               |
|             | منظمة حظر الأسلحة الكيميائية              | ?                                   | ?                  |
|             | مؤسسة التمويل الدولية                     | 1 أبريل 1991                        | 20 يوليو 1956      |
|             | المركز الدولي لتسوية المنازعات الاستشارية | 14 أكتوبر 1966                      | 20 سبتمبر 1967     |
|             | منظمة التجارة العالمية                    | ?                                   | 1995               |
|             | منظمة الشرطة الجنائية الدولية             | ?                                   | ?                  |
|             | البنك الإفريقي للتنمية                    | ?                                   | ?                  |

## وصلات خارجية
- موقع وزارة الخارجية الفرنسية